# 双河市
双河市（そうが-し）は、中華人民共和国新疆ウイグル自治区に位置する区直轄県級市。
「双河」とは古代同地域にある双河都督府から取った名称である。

## 歴史
もともとはボルタラ・モンゴル自治州ボルタラ市の一部。新疆生産建設兵団第5師団の所在地であるから、2014年1月25日に国務院が「師市合一」体制の県級市設置を認可、同年2月26日に双河市が設置された。

## 行政区画
- 団（鎮）：81団双橋鎮、84団石峪鎮、85団、86団博河鎮、89団、90団双楽鎮

## 交通
- 国道312号